# Четвёртая поправка к Конституции США
Четвёртая поправка к Конституции США является частью Билля о правах. Поправка запрещает необоснованные обыски и задержания, а также требует, чтобы любые ордеры на обыск выдавались судом при наличии достаточных оснований, исключая случаи федерального законодательства. Поправка была принята как ответ на злоупотребление так называемым «приказом о помощи» (en:writ of assistance), разновидностью ордера на обыск, который выдавался правительством Британской Империи. Эти «приказы» позволяли представителю правительства обыскивать любые помещения и любых лиц во исполнение цели, описанной в ордере лишь в общих чертах (например, «предотвратить контрабанду» или «не допустить совершение преступлений»). При этом обыскивающий не был ответственен за ущерб, нанесённый при обыске, а также мог перепоручать обыск другим лицам. Такие приказы имели бессрочное действие и аннулировались лишь через 6 месяцев после смерти монарха, во время правления которого он был выдан.
Подобные необоснованные обыски стали одной из причин американской революции. Джеймс Мэддисон предложил четвёртую поправку в 1789 году в качестве ответа на претензии противников новой Конституции. 28 сентября 1789 года поправка была направлена штатам для утверждения. 1 марта 1792 года государственный секретарь США Томас Джефферсон объявил о том, что поправка одобрена и стала частью Конституции США.
Из-за того, что изначально Билль о правах не применялся к штатам, а федеральные расследования были крайне редки, в первое столетие существования США поправка применялась крайне редко. Лишь в 1961 году Верховный Суд США подтвердил тот факт, что четвёртая поправка обязательна и для правительств Штатов.
Согласно поправке обыски и задержания (включая арест) должны быть ограничены целями, изложенными в судебном ордере. Такой ордер может выдаваться лишь на основании письменного свидетельства, данного под присягой, как правило, офицером полиции. Большинство судебных споров, касающихся четвёртой поправки, касаются трёх вопросов: что такое «обыск» и «задержание», что такое «достаточные основания» и каковы последствия нарушения четвёртой поправки. Изначально суды считали, что поправка запрещает лишь физическое вторжение полицейских на территорию частной собственности. Но начиная со второй половины двадцатого века суды стали признавать, что поправка защищает в целом право человека на приватность, а не лишь его физическую неприкосновенность. Однако, вместе с тем, были выработаны исключения из правил о необходимости ордера: добровольное согласие на обыск, обыск транспортного средства, обыск общедоступного места, обыск на границе, а также наличие исключительных обстоятельств.
Улики, полученные в результате нарушения четвёртой поправки, не могут быть доказательством в суде. Более того, доказательства, полученные впоследствии на основе незаконно полученных улик, также могут быть признаны не имеющими доказательной силы, если только полиция не предоставит доказательства того, что они и так были бы обнаружены, даже без незаконно полученной информации. При нахождении человека на территории, владелец может убить человека и это будет законно. Будет расследование, но суд будет на стороне владельца территории.

## Текст
Право народа на охрану личности, жилища, бумаг и имущества от необоснованных обысков и арестов не должно нарушаться. Ни один ордер не должен выдаваться иначе, как при наличии достаточного основания, подтверждённого присягой или торжественным заявлением; при этом ордер должен содержать подробное описание места, подлежащего обыску, лиц или предметов, подлежащих аресту.

## История принятия

### Английское законодательство
Как и многие другие институты законодательства США, четвёртая поправка основывалась на элементах английской правовой доктрины, в частности на прецеденте, установленном сиром Эдвардом Коуком в 1604 году. Тогда Коук указал: «Дом каждого человека — это его крепость, а также его защита против насилия по отношению к нему». Прецедентом было установлено, что Король не имеет полномочий вторгаться в дома своих подданных, однако агенты правительства, при определённых обстоятельствах, могут проводить обыски и задержания, для чего должны получить законный ордер.
В 1760-х годах участились случаи судебных решений против офицеров, вторгающихся в дома подданных Британской Империи. В частности суды указывали на то, что ордер на обыск не является действительным, если в нём не указанно причин его издания, а также если им позволяется изымать предметы, не имеющие отношения к преступной деятельности (например, незаконным был признан ордер, предписывающий «изъять все бумаги, найденные в доме подозреваемого».

### Колониальная Америка
Частная собственность в Колониальной Америке не обладала той же защитой, что и в Великобритании. Согласно тогдашнему имперскому законодательству британские налоговые агенты и таможенные офицеры имели почти неограниченные возможности проводить обыски, изъятия и задержания. По сути, единственным ордером, выдаваемым в колониях, был «общий ордер на обыск», позволявший проводить обыски в любом месте и в любое время.
В 1756 году в колонии Массачусетс был принят закон, запрещающий использование «общих ордеров на обыск». Это был первый подобный закон в истории Америки. Причиной принятия закона стало публичное недовольство принятым в 1754 году Британским Законом, известным как Excise Act of 1754. Данный закон разрешал налоговым агентам неограниченные права допрашивать колонистов по всем вопросам, касающимся «использования ими товаров» и «уплаты налогов и пошлин». Кроме того, закон вводил новый ордер: «Приказ о помощи». Этот приказ давал возможность офицерам проводить неограниченные обыски и изъятия в домах всех жителей колоний в поисках «контрабанды».
Кризис наступил после того, как король Георг II умер. Согласно закону, в этом случае все «приказы о помощи» утрачивали силу через 6 месяцев и должны были быть переизданы новым королём.
С середине января 1761 года группа торговцев, представляемая юристом Джеймсом Оттисом младшим обратилась в суд с требованием признать незаконность неограниченных обысков. Несмотря на блестящее выступление перед судом, описывающим многочисленные злоупотребления со стороны офицеров Британской короны суд отклонил все исковые требования. Однако сам Оттис приобрёл определённую известность как борец за права колонистов. В результате он был избран в законодательное собрание штата и стал автором законодательства, направленного на урегулирование вопроса обысков и выемок. Закон, однако, так и не вступил в силу, так как назначенный Английской короной губернатор отказался подписать его, ссылаясь на то, что он противоречит английском законодательству.
Часть закона всё же стала основой для будущей четвёртой поправки:
Ордеры, в которых офицеру даётся право обыскать какое-либо место без наличия достаточных доказательств того, что имеет место преступление, а также даётся право задерживать неназванных прямо лиц или изымать не описанное прямо имущество, грубо нарушают права народа и не могут более выдаваться.
В 1780 году Джон Адамс включил аналогичное положение в Конституцию Массачусетса:
Всякое лицо имеет право быть защищённым от необоснованных обысков и задержаний касательно себя, своего дома, своих бумаг, а также своего имущества. Все ордеры, выданные вопреки этому праву, а также ордеры, не обоснованные присягой или подтверждением, а также ордеры, в которых офицеру или агенту предписывается обыскать какое-либо место или арестовать подозреваемого без конкретного указания имён подозреваемых или разыскиваемых предметов недействительны. Ни один ордер не может быть издан без соблюдения процедуры, определяемой Законом (пункт 1 статьи 14 Конституции Массачусетса
К 1784 году ещё восемь штатов приняли аналогичные положения.

## Принятие и утверждение
После нескольких лет относительно слабого правительства времён Конфедерации в Филадельфии собрался Конституционный Конвент, задачей которого было разработать новую Конституцию. Во время Конвента делегат Джордж Мейсон, один из авторов Виргинской декларации прав, предложил дополнить конституцию Биллем о правах, в котором были бы перечислены гарантированные гражданские права. Другие делегаты, включая Джеймса Мэдисона, возражали. По их мнению, существующее законодательство штатов достаточно защищало права человека, в то время как любая попытка перечислить права в Конституции могла привести к тому, что все остальные, не перечисленные права, перестанут соблюдаться. После короткой дискуссии предложение Мейсона было отклонено почти единогласно.
Однако после принятия Конституции её противники (антифедералисты) стали агитировать Конвенты штатов отклонить её, основываясь, в том числе, на том, что в ней отсутствовали необходимые гарантии гражданских прав. Сторонники Конституции смогли убедить конвенты проголосовать за её ратификацию с условием одновременного принятия заявления с требованием о принятии Билля о правах. Четыре штата включили в своё заявление требование ограничить обыски.
Во время первого созыва Конгресса США Джеймс Мэдисон внёс проект двадцати поправок к Конституции. Основой поправок стали билли о правах штатов, а также английский Билль о правах 1689 года. Конгресс принял лишь двенадцать из них. 25 сентября 1789 года поправки, включая четвёртую, были направлены штатам для утверждения.
Во время процедуры ратификации поправок роли сторонников и противников Билля о правах изменились. Сторонники новой Конституции осознали, что принятие его приведёт к тому, что у антифедералистов не останется реальных аргументов против нового правительства. В то время, как антифедералисты стали возражать против принятия поправок, понимая, что в этом случае им не удастся добиться второго конституционного конвента, на котором они предложат свой вариант Конституции. По этому антифедералисты стали критиковать поправки ссылаясь на отсутствие изменения в части федеральной судебной системы и федерального налогообложения.
Поскольку число штатов, входящих в союз, росло — увеличивалось и число голосов штатов, необходимых для принятия поправок. После длительных дебатов необходимое число штатов высказало свою поддержку. 1 марта 1792 года государственный секретарь США Томас Джефферсон огласил о том, что поправки стали частью Конституции.

## Применение
Изначально Билль о правах ограничивал лишь полномочия федерального правительства. В связи с тем, что до конца девятнадцатого века федеральных преступлений было крайне мало, четвёртая поправка фактически не применялась. После того как федеральная юрисдикция существенно расширилась (особенно за счёт включения в неё преступлений в сфере обращения наркотиков), Верховный суд дал трактовку тому, какую основную цель преследует эта поправка: «гарантия права на приватность, достоинство и безопасность лица против необоснованного вмешательства представителей правительства в их жизнь».
В деле en:Mapp v. Ohio (1961) Верховный cуд США впервые однозначно указал на то, что четвёртая поправка в силу положений четырнадцатой поправки стала обязательной для штатов.
Дела, связанные с четвёртой поправкой, как правило, касаются трёх ключевых вопросов: что следует считать «обыском и задержанием», что такое «обоснованная причина» и как следует поступать в случае нарушения положений поправки.
Четвёртая поправка требует, чтобы нейтральный орган, находящийся между полицией и гражданами, принимал решения о том, имеются ли основания для обыска или задержания в каждом конкретном случае. Таким образом она категорически запрещает неконкретные ордеры, необоснованные обыски, а также защищает личную жизнь граждан от необоснованного вмешательства правительства.
Четвёртая поправка требует, чтобы ордер выдавался лишь органом судебной власти. Обыск, проведённый без судебного ордера, сам по себе незаконен.
Ордер считается законным лишь тогда, когда в его основу ложится обоснованное подозрение о том, что имеет место преступление, для расследования которого требуется нарушить неприкосновенность частной собственности или личности. При этом запрашивающий ордер офицер делает заявление под присягой, неся, таким образом, уголовную ответственность в случае, если он предоставит заведомо ложные сведения. Также Верховный суд указал, что ордер должен основываться на конкретном подозрении. Суд должен изучать каждое дело в отдельности и выносить решения на основе конкретной ситуации, взвешивая интересы государства и личности. Эта поправка не касается случаев, когда обыски проводят не представители правительства, а частные лица или организации — хотя такие обыски могут нарушать другие законы, например, запрещающие нарушение границ частной собственности. Также Верховный суд указал на то, что работодатель может проводить некоторый аудит на рабочих местах сотрудников и это не будет считаться обыском. Так, в частности, суд признал законным получение руководством полиции сообщений, отправляемых на служебный пейджер офицеров полиции.

### Обыск
Ключевой вопрос для правильного применения четвёртой поправки — когда следует считать, что происходит обыск. Изначально считалось, что трактовать поправку следует на основе права собственности. То есть обыск происходит лишь тогда, когда полиция физически вторгается в частную собственность, но не касается других видов полицейского наблюдения. Даже в 1961 году Верховный суд продолжал указывать на то, что четвёртая поправка гарантирует лишь право человека на безопасность в своём доме.
В 1967 году Верховным судом было рассмотрено дело Katz v. United States (1967). В этом деле Верховный суд установил, что право на неприкосновенность личной жизни защищает человека и от других видов обыска. В частности, суд решил, что подслушивающее устройство, установленное с наружной стороны стекла телефонной будки, также может являться обыском. В данном случае отсутствуют как физическое вторжение в частную собственность, так и сама собственность. Однако суд установил, что Кац вошёл в телефонную будку и закрыл за собой дверь, ожидая, что сказанные им в трубку слова не будут известны кому-либо, кроме его собеседника. Также суд посчитал, что, учитывая уровень развития общества, подобные ожидания были оправданными. Суд также указал на то, что «поправка защищает человека, а не место». По сути, обыск начинается тогда, когда правительство нарушает право человека на приватность. Именно в связи с этим решением правительство потеряло возможность использовать подслушивающие устройства и использовать другие электронные методы получения информации, не связанные с физическим обыском. Суд не запретил подслушивающие устройства — в решении прямо было указано, что если бы у полиции был ордер, полученные доказательства были бы законными. В результате был разработан «тест», позволяющий определить, следует ли считать конкретные действия обыском. Считается, что произошедший обыск соответствует четвёртой поправке при одновременном соблюдении двух условий:
1. лицо действительно субъективно ожидало, что будет иметь некую приватность;
2. общество признаёт подобное ожидание объективно разумным.

Таким образом, если человек раскрыл некие сведения третьим лицам, он уже не может ожидать «приватности» по отношению к этим данным.
Однако этот новый подход не отменяет старого. Так, установка gps-маячка на автомобиль без получения ордера нарушает четвёртую поправку, так как является «вторжением» в автомобиль, являющийся частной собственностью. Аналогично без ордера нельзя использовать собак для обнюхивания входа в дом в поисках наркотиков.
В некоторых ситуациях полиция может проводить обыски без ордера. Например, после решения Верховного суда по делу en:Terry v. Ohio появилось понятие «остановка Терри». Она означает, что в случае, если офицер полиции лично видит необычное поведение, свидетельствующее о том, что прямо сейчас совершается или планируется преступление и что лицо может быть опасно для окружающих, полицейский имеет право провести быстрый личный досмотр без получения ордера с целью определить, есть ли у такого лица оружие. При этом офицер должен быть готов объяснить, какие конкретно факты привели его к мысли о том, что человек опасен.
В американском праве прослушивание, изъятие почты, скрытое наблюдение за внутренними помещениями дома приравниваются к обыску.

### Задержание
Четвёртая поправка запрещает также и необоснованное задержание, а также выемку имущества. Для проведения подобных действий также требуется ордер. Выемка считается произведённой в случае, если происходит «значимое вмешательство в возможность лица владеть своим имуществом», например, если полицейский изымает собственность как улику.
Задержание происходит в случае, если в результате применения силы или властных полномочий свобода передвижения лица ограничена и, с учётом сложившихся обстоятельств, разумный человек должен полагать, что он не может свободно уйти в любой момент.
Лицо не считается задержанным, если офицер полиции допрашивает его в общественном месте. При этом задержание не происходит в случае, если полиция никаким образом не сообщает человеку, что он не имеет права свободно уйти.
Поправка запрещает любые необоснованные задержания, даже очень короткие. При этом основанием для задержания не может быть факт отказа человека отвечать на вопросы полиции.
Арест всегда считается формой задержания. Однако существуют задержания и не связанные с арестом — например, остановка автомобиля инспектором. Подобная установка считается подобной «остановке Терри» и может происходить без ордера. Однако полицейский должен быть готов обосновать остановку, а любые вопросы не могут выходить за пределы этой причины. Сама остановка не может длиться дольше, чем необходимо для выяснения вопроса, в связи с которым она произошла. Например, если машина была остановлена в связи с тем, что она внешне напоминает угнанную, полицейский не может после успешной проверки документов задержать человека ещё на несколько минут для того, что бы привести служебную собаку и проверить машину на наличие наркотиков.
Арестованный человек может быть обыскан, сфотографирован, у него могут быть взяты отпечатки пальцев и образцы ДНК. Однако если арест был не законен, все эти доказательства становятся недопустимыми и не могут использоваться в суде.

## Ордер
Согласно четвёртой поправке, представители сил правопорядка должны получать ордер в письменном виде. Правом выдавать ордер обладают федеральные суды и суды штатов. Выдача ордеров, как правило, происходит без проведения судебного заседания, однако судья может вызвать запрашивающего офицера и потребовать дополнительных пояснений. В случае если суд отказывает в выдаче ордера, офицер имеет право внести повторное ходатайство, дополнив его новыми доказательствами или аргументами.

## Достаточное основание
Принятые стандарты в вопросе о том, что является «достаточным основанием», сильно отличаются для ареста и обыска. Арест возможен в случае, если «факт и обстоятельства, известные властям из достоверных источников, являются достаточными для добросовестного убеждения в том, что лицо совершает или совершило преступление». Такие основания должны иметься до ареста. Доказательства, полученные после ареста, не могут служить доказательством законности ареста.
Для получения ордера на обыск запрашивающий орган должен доказать, что имеются основания считать, что обыск поможет раскрыть информацию о совершающемся преступлении или контрабанде. При этом до получения ордера уже должны быть сведения, подтверждающие, что обыск является необходимым. При этом уровень таких оснований может быть довольно низким: разумный человек должен быть согласен с тем, что обыск, в принципе, может привести к обнаружению улик и помочь выявить преступника.

## Исключения
В ряде случаев четвёртая поправка позволяет проводить обыски без получения ордера.

### Согласие
Если человек добровольно даёт согласие на проведение обыска, ордер не требуется. Офицер полиции, спрашивая разрешения на обыск, не обязан сообщать лицу о его праве отказаться. Согласие может быть дано любым лицом, проживающим в помещении, а не только его владельцем. Также действует правило «добросовестного заблуждения»: если полиция прибыла в дом и лицо, находящееся там, дало согласие на обыск, он будет законным даже если позднее окажется, что это лицо в доме не проживало. Подобное возможно лишь в случае, если полиция не имела очевидных причин понимать, что они получают согласия от не уполномоченного лица.

### Доказательства «на виду» или в общедоступном месте
Согласно данному исключению офицер, законно находящийся в каком-либо месте, может изъять объект, находящийся у него на виду. Однако, офицер должен иметь достаточные основания считать, что объект является уликой или контрабандой.
Также установлено, что общедоступное место (например, общественный пляж, лес, луг, улица) могут быть обысканы без ордера, поскольку никто не может ожидать приватности в подобных местах.
Это исключение не зависит от нарушения понятия «частная собственность». Так, в 1984 году офицер полиции пересёк границу участка, на которой стоял знак «Не входить! Частная собственность!», и пройдя несколько сот метров, обнаружил высаженную марихуану. Верховный Суд указал, что поле не может быть местом, где разумный человек может ожидать приватность, потому полученные доказательства законны.
Территория, непосредственно окружающая дом, не считается «общедоступным пространством». Считается, что непосредственная придомовая территория — продолжение дома, а потому владелец дома может ожидать некоторой приватности и защиты от необоснованного вмешательства властей. Конкретный размер территории определяется исходя из принципов здравого смысла и объективных обстоятельств: наличия забора, знаков, официально отведённого земельного участка. При этом визуальное наблюдение за придомовой территорией не является обыском и не требует получения ордера.
Тем не менее, любой человек может зайти на придомовую территорию с целью постучать в дверь или бросить письмо в почтовый ящик или в почтовую щель в двери. В частности, полицейский может войти на участок, позвонить в дверной звонок и, если ему откроют, провести разговор с жителем дома.

### Исключительные обстоятельства
Офицер сил правопорядка может провести обыск без получения ордера в ситуациях, когда получение ордера опасно или не практично. К таким исключения относятся случаи быстрого обыска в связи с обоснованным подозрением о том, что лицо вооружено и опасно («Остановка Терри»). Также обыскан может быть любой арестованный (если только законы штата не устанавливают особой процедуры для обыска в таком случае). У водителя с явными признаками алкогольного опьянения может быть взят анализ крови без его согласия, так как получение ордера может привести к тому, что в крови уже не останется алкоголя. Кроме того, обыск без ордера допускается в случае, если офицер полиции преследует лицо «по горячим следам», непосредственно после совершения им преступления.

### Обыск автомобиля
Верховный суд установил, что владелец автомобиля имеет ограниченные права на неприкосновенность, так как автомобиль не является жилищем. Автомобили не могут быть остановлены без причины, у офицера должны быть аргументированные подозрения о том, что имеет место преступление. При остановке автомобиля полицейский может изымать улики, находящиеся в его поле зрения, а также требовать открыть закрытые отсеки (например, багажник) с целью поиска незаконного оружия. Ордера для такого осмотра или обыска не требуется. Однако обыск пассажиров не возможен без соблюдения общих требований четвёртой поправки.
Если пассажир автомобиля арестован, офицер полиции всё равно должен получить ордер для полноценного обыска автомобиля. Исключением являются случаи, когда очевидно, что пассажир спрятал что-то в машине прямо перед арестом, и офицер имеет все основания считать, что этот предмет — улика.

### Обыск после законного ареста
Согласно общему праву Великобритании обыск после законного ареста может проводиться без ордера. Это же правило было перенято и правовой системой США.
Обоснованием такого обыска является необходимость предотвратить уничтожение арестованным улик, находящихся при нём, а также убедиться, что у него нет оружия, которое он может применить против офицеров правоохранительных органов. Это право не является абсолютным: если объективно нет никаких доказательств, что при арестованном есть оружие или улики, для обыска требуется ордер или другие основания из числа исключений. Также Верховный суд установил, что полиция обязана получить ордер в случае, если она желает обыскать мобильный телефон задержанного. Верховный суд установил, что современный мобильный телефон является настолько неотъемлемой частью жизни человека, что каждый его владелец имеет все основания считать, что записи в телефоне (включая фотографии и заметки) будут защищены от постороннего вмешательства. Полиция, однако, может убедиться, что устройство задержанного является именно мобильным телефоном. Возможен также просмотр последних набранных номеров — при условии, что полиция может обосновать это надлежащим образом (например, полиция может увидеть, что задержанный только что звонил своим сообщникам и предупредил их о своём аресте или попросил отбить его у полицейских). Но в общем случае телефон считается неприкосновенным и не может быть изучен без ордера.

### Обыск на границе
Обыск на границе США (и в приравненных местах: например, в международном аэропорту) может проводиться без ордера и даже без достаточного обоснования.
Большинство пограничных обысков проводится случайным образом или на основании критериев, которые не могли бы считаться достаточным обоснованием в других ситуациях (например, признаки нервозности пассажира, ощущение офицера таможенной службы). Однако полный обыск (с полным обнажением) или обыск полостей тела должен проводиться при наличии достаточных на то оснований. Содержимое перевозимых носителей данных также может быть проверено без объяснения причины. Считается, что это связано с тем, что лицо добровольно совершает путешествие через границу и знает о том, что при пересечении границы его право на приватность будет существенно ограничено. Подобные ограничения не касаются границ между штатами.

### Вопросы разведки
Обыск (в том числе и прослушивание) без ордера возможны в случае проведения контрразведывательных операций. Однако подобное допустимо только при условии наличия достаточных оснований и обоснования того, почему в конкретном случае получение ордера не целесообразно. При этом правоохранительные органы могут искать лишь доказательства, подтверждающие факты действия разведывательных органов иностранных государств.

### Прочие исключения
Со временем Верховным судом были признаны и другие исключения. Среди них право на обыск вещей школьников в государственной школе при условии, что обыскивающий имеет достаточные основания полагать, что обыск позволит выявить запрещённые предметы или доказательства незаконной деятельности. При этом обыск учеников без ордера не допустим.
Рабочее место государственного служащего может быть обыскано работодателем в случае проведения аудита или внутреннего расследования.
Заключённые и их вещи могут обыскиваться без каких-либо оснований в любое время, так как подобное является частью режима лишения свободы, применённого к заключённому по решению суда. Аналогично полиция может обыскивать лиц, освобождённых от отбытия наказания досрочно в случае, если подобное было частью условий такого освобождения.

## Последствия нарушения четвёртой поправки
В случае, если какие-либо улики были получены в результате нарушения четвёртой поправки суд, по ходатайству обвиняемого, признаёт доказательства недопустимыми, — они исключаются из материалов дела и не могут быть использованы в ходе судебного разбирательства.
Если полиция незаконно получила доказательства, которые затем позволили обнаружить другие доказательства (даже законным путём) такие доказательства тоже считаются неприемлемыми. Это правило известно среди юристов как доктрина «плодов ядовитого дерева».
Данные правила часто вызывают споры среди юристов, так как с одной стороны могут позволять виновным избегать наказания, а с другой стороны не достаточно защищают невиновного. В частности, если полиция проведёт незаконный обыск и не выявит никаких улик, обысканный редко может ожидать получения возмещения за причинённый моральный ущерб или потраченное время. Кроме того, существует множество исключений из данного правила.
Среди таких исключения имеются:
- Правило «добросовестного заблуждения» — если офицер искренне заблуждался касательно наличия достаточных оснований для обыска и на основании его утверждений был выдан ордер — полученные доказательства не могут быть исключены из материалов дела. Для исключения доказательств, полученных в результате обыска на основе ордера, необходимо доказать, что офицер предоставил заведомо неправдивые сведения, серьёзно нарушил порядок проведения расследования, выдавший ордер судья был не нейтральным или же ордер был выдан в ненадлежащем виде.
- Правило «плодов отравленного дерева» не применяется в случае, если полиция может доказать, что она в любом случае нашла бы доказательства, просто это заняло бы больше времени. Данное исключение часто называют «правилом неизбежного обнаружения».
- Также доказательства могут быть представлены в суде в случае, если сначала они были получены незаконно, однако впоследствии полиция смогла получить те же доказательства уже законным путём.
- В случае, если полиция провела обыск, полагаясь на исключение, установленное прецедентным решением апелляционного суда соответствующего округа, последующая отмена такого решения не может быть основанием для аннулирования доказательств, полученных во время действия такого прецедента (за исключением доказательств, полученных в том деле, в котором такое решение было вынесено).
- Также суды признают, что четвёртая поправка не применима в случае, если доказательство было незаконно изъято частным лицом, а затем передано полиции[39].

Четвёртая поправка в целом не применяется в целом ряде случаев: например, в процессах, связанных с нарушением порядка пересечения границы, слушаниях касательно досрочного освобождения, защиты детей от жестокого обращения, помилования, некоторых случаев уклонения от уплаты налогов.